# Zero Gravity (computerspel)
Zero Gravity  is een videospel voor de Amiga, Atari ST en de Commodore 64. Het spel is ontwikkeld door Olaf Schneider en is voor de Amiga en Atari ST uitgebracht in 1988 en in 1989 voor de Commodore 64.
Qua gameplay is Zero Gravity vergelijkbaar met Pong, de speler controleert een bat waarmee de bal moet worden geraakt. Alleen is Zero Gravity in 3D. Het beeldscherm is horizontaal verdeeld in twee delen. De bovenste voor Speler 1 en de onderste voor Speler 2. Het scherm wordt ook gesplitst als er tegen de computer wordt gespeeld.

## Ontvangst
| Beoordeeld door | Platform | Datum         | Score |
| --------------- | -------- | ------------- | ----- |
| ST/Amiga Format | Amiga    | december 1988 | 75%   |